# Eduard Żaunierau
Eduard Żaunierau (biał. Эдуард Жаўнераў, ros. Эдуард Жевнеров, Eduard Żewnierow; ur. 1 listopada 1987) – białoruski piłkarz grający na pozycji obrońcy.